# Бестигельная зонная плавка
Бестигельная зонная плавка — метод получения кристаллов из малого объёма расплава, формально являющийся разновидностью зонной плавки, не использующей тигля или иного контейнера.
Фактически отсутствие контейнера приводит к необходимости существенного изменения способа подачи энергии в расплавленную зону и отвода её по сравнению с зонной плавкой в контейнере, радикально изменяет течение физических процессов в зоне, ведёт к исчезновению напряжений и загрязнений, вводимых взаимодействием расплава и кристалла с материалом контейнера. То есть, несмотря на формальное сходство, бестигельная зонная плавка кардинально отличается от зонной плавки в контейнере.
Следует также различать бестигельную зонную плавку и зонную плавку в холодном контейнере (гарнисаж), когда формально присутствует контейнер, образованный нерасплавленным материалом.

## Описание
Заготовка из переплавляемого материала и затравочный кристалл в виде стержня соответствующего диаметра, устанавливаются соосно, их концы оплавляются и приводятся в соприкосновение. За последующее удержание расплавленной зоны между заготовкой и затравочным (либо частично готовым) кристаллом отвечают силы поверхностного натяжения расплава.
При понижении температуры расплавленной зоны возможно срастание заготовки и перекристаллизованного материала с последующим разломом места спайки и разрывом зоны. При перегреве зоны увеличивается масса расплавленного материала и становится возможным пролив расплава из зоны. Подбор скоростей перетягивания, конфигурации зоны и тепловых полей, количества подводимой энергии, для исключения смерзания или пролива зоны, является, строго говоря, нетривиальной задачей особенно для слитков большого диаметра.
В случае большого диаметра итогового кристалла форма зоны может иметь вид двух капель связанных друг с другом тонким перешейком. Индуктивный нагревательный элемент в этом случае имеет плоскую часть, располагаемую непосредственно над периферическими областями монокристалла вокруг перешейка.
Заготовку и затравочный кристалл с формирующимся на нём готовым кристаллом, разделённые расплавленной зоной медленно перемещают вниз относительно зоны нагрева так, чтобы расплавленная зона постепенно захватывала всё новые участки заготовки, а внизу из зоны постепенно вытягивался уже готовый кристалл. При этом заготовка постепенно расплавляется, а готовый кристалл постепенно растет из расплава, поступающего при оплавлении заготовки. Готовый кристалл также представляет собой стержень относительно небольшого диаметра.
Кристаллографической ориентацией готового кристалла можно управлять, устанавливая внизу затравочный монокристалл заданной ориентации.
Легированием кристалла можно управлять в относительно узких пределах путём введения легирующих элементов в газовую среду установки.
В общем случае диаметры итогового слитка и исходной заготовки могут не совпадать. Как правило, диаметр заготовки равен или меньше диаметра итогового кристалла (заготовки меньшего диаметра легче проплавить, но это приводит к уменьшению длины итогового кристалла и увеличению высоты и рабочего объёма установки).
Технологический процесс включает следующие стадии:
1. размещение в ростовой установке затравочного кристалла и заготовки, вакуумирование установки, при необходимости создание защитной атмосферы;
2. ввод в зону нагрева нижней части заготовки и оплавление её до образования небольшой капли;
3. ввод в зону разогрева затравочного кристалла и приведение его в контакт с каплей;
4. обратную подачу (вверх) затравочного кристалла совместно с заготовкой для проплавления затравочного кристалла до участка с ненарушенной структурой;
5. прямую подачу (вниз) затравочного кристалла совместно с заготовкой в ходе постепенного роста основного кристалла;
6. при проведении зонной очистки проход расплавленной зоны при прямой подаче вдоль всей длины одного и того же кристалла процесс зонной плавки может повторяться несколько раз — при этом примеси оттесняются из растущего кристалла в его нижнюю часть;
7. охлаждение и выгрузка кристалла из установки, подготовка установки к следующей плавке.

## Модификации метода
Разогрев зоны возможен несколькими путями:
1) разогрев индукционным полем — используется для выращивания монокристаллов проводников и полупроводников (например, кремния);
2) разогрев от оптических источников (так называемая оптическая зонная плавка) — используется для выращивания особо чистых кристаллов диэлектриков, например оксидных кристаллов, гранатов и т. д.;
3) разогрев от резистивного нагревателя — используется для выращивания кристаллов легкоплавких диэлектриков.
Существуют модификации метода с той или иной степенью несоосности между перекристаллизованным и неперекристаллизованным стержнями.
Существует но пока не имеет широкого практического применения модификация метода с так называемым «парящим расплавом» — в поле индуктора без какого-либо контейнера парит капля расплава, которую подбором соответствующей конфигурации и интенсивности поля и введением затравочного кристалла можно перекристаллизовать. На 2008-й год максимальный вес расплава, удерживаемого таким образом в поле, составлял 30-40г.

## Практическое использование
Бестигельная зонная плавка используется в первую очередь для получения сверхчистых монокристаллов, что обусловлено отсутствием контакта переплавляемого материала с другими технологическими материалами. Оттеснение имеющихся в заготовке примесей при отсутствии привнесения загрязнений из внешних источников обусловило применение бестигельной зонной плавки для достижения высокого качества выходного сырья, используемого в полупроводниковой промышленности, в частности при производстве поликремния.
Бестигельная зонная плавка применяется для выращивания сверхчистых монокристаллов недиссоциированных оксидных соединений. Процесс выращивания может вестись в атмосфере, а подача энергии в зону производится фокусировкой оптического излучения. В этом случае метод могут называть «оптической зонной плавкой».

## История метода в СССР и России
Первые монокристаллы кремния методом зонной плавки были получены в 1952—1953 гг. компаниями Siemens и Bell Labs.
В СССР первые монокристаллы кремния методом зонной плавки были получены в 1963г на Подольском химико-металлургическом заводе.
На момент развала СССР методом бестигельной зонной плавки промышленно выпускались монокристаллы кремния диаметром до 76 мм. Основным их производителем был Запорожский титано-магниевый комбинат.
На 2010 год промышленное производство материалов методами бестигельной зонной плавки производится в московской области в Научно-исследовательском институте «НИИ Особо чистых материалов». Также местами сохранились единичные лабораторные и полупромышленные установки.
На 2010 год в мире методом бестигельной зонной плавки производятся кристаллы диаметром до 150 мм, причём производство кристаллов ещё большего диаметра сопряжено с чрезмерными трудо- и ресурсозатратами, а производство кристаллов диаметром свыше 200 мм считается невозможным при существующем уровне развития технологии бестигельной зонной плавки.